# Franck Zio
Franck Zio (Alto Volta, (en la actualidad Burkina Faso), 14 de agosto de 1971) es un exatleta burkinés.
Representó Burkina Faso en los siguientes Juegos Olímpicos:
- Juegos Olímpicos de Barcelona 1992
- Juegos Olímpicos de Atlanta 1996

Compitió en los saltos de longitud.